# Tygelvaktelduva
Tygelvaktelduva (Geotrygon mystacea) är en fågel i familjen duvor inom ordningen duvfåglar.

## Utbredning och systematik
Fågeln förekommer från Puerto Rico och Jungfruöarna till Små Antillerna (i söder till Saint Lucia). Den behandlas som monotypisk, det vill säga att den inte delas in i några underarter.

## Status
Trots det begränsade utbredningsområdet och att den tros minska i antal anses beståndet vara livskraftigt av internationella naturvårdsunionen IUCN. 